# Jim Powell
James Franklin Powell, detto Jim (Huntingburg, 6 ottobre 1933 – New Orleans, 15 giugno 2017), è stato un cestista statunitense.

## Carriera
Con gli Stati Uniti ha disputato i Giochi panamericani di Buenos Aires 1951, vincendo la medaglia d'oro.